# 데블렛 1세 기라이

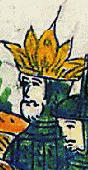

데블렛 1세 기라이(크림 타타르어: I Devlet Geray ۱دولت كراى년)(1512년 ~ 1577년)은 크림 칸국의 칸이다.

## 치세
그의 치세에는 1571년에는 모스크바를 잿더미로 만들기도 하였다. 하지만 그는 몰로디에서 1572년에 끔찍한 대패를 당했다.